# آیوانهو، شهرستان تایلر، تگزاس
آیوانهو، شهرستان تایلر، تگزاس(به انگلیسی: Ivanhoe, Tyler County, Texas) شهری در شهرستان تایلر ایالت تگزاس از ایالات جنوبی ایالات متحده آمریکا است. آیوانهو نورث در سال ۲۰۱۰ در این شهر ادغام شد.